# べえすけ
べえすけとは、瀬戸内海で獲れた大きくて太い穴子のこと。主に讃岐地方の呼称。

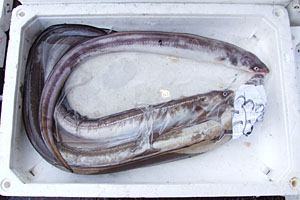
べえすけ

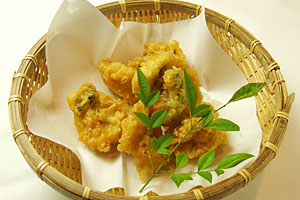
べえすけの天ぷら

## 名前の由来
本来は、漁師の間で呼ばれていた俗称で、太く大きいという事から「すけべ」と呼ばれるようになり、いつからか、反対から呼ぶようになり「べえすけ」となったといわれている。<うまいもんや 山海塾の仲買さん談>
おにぎりあたためますか（HTB）2008/02/13放送で名前の由来を紹介された。
名前の由来には諸説あるが、香川県のまいまい亭の主人いわく
「漁師にきいてみたが、『（アナゴとしては）太くて嫌だ」と言う意味から、
「べえ」という意味に繋がっているらいい。
「べえ」の意味は「あかんべえ」
「太いからあかんべぇ」であろうとのこと。

## 旬
一年を通じて漁獲があるが、鰻とおなじく春先から初夏にかけて漁獲量が多くなる。

## 食べ方
鍋、蒲焼、天ぷらなどが一般的、身は脂がのって食べ応えがあり、ふつうの穴子とは一味違うとされる。

## べえすけが食べられるお店
- うまいもんや　山海塾
- 瀬戸内季節料理 「魚夏」